# Juego de las Estrellas de la Major League Soccer 1997

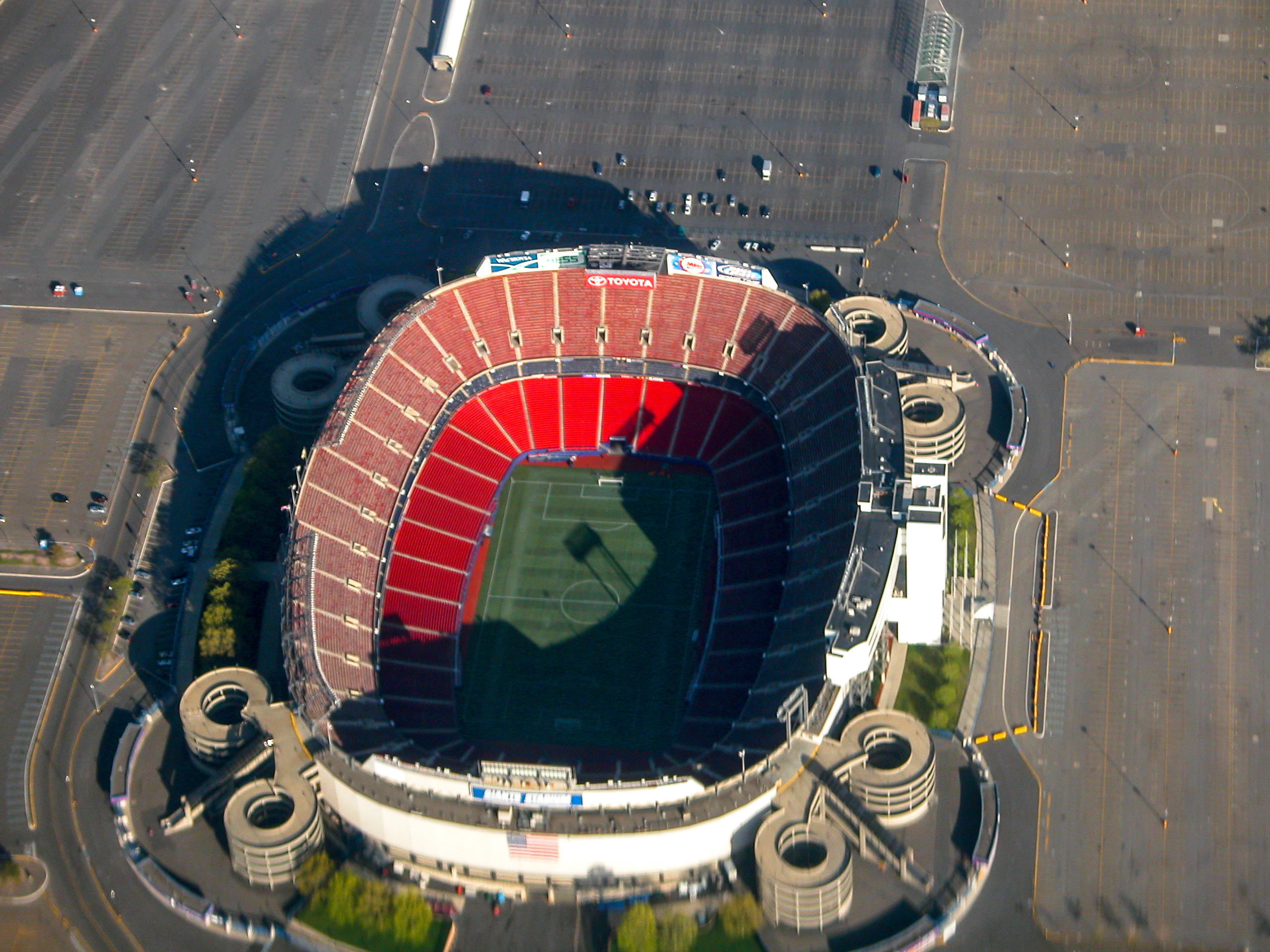
Giants Stadium

El Juego de las Estrellas de la Major League Soccer 1997 fue la segunda edición del Juego de las Estrellas de la Major League Soccer, se jugó el 9 de julio de 1997 donde participaron los mejores jugadores divididos en dos equipos que representan a cada conferencia. El partido se disputó en el Giants Stadium en East Rutherford, Nueva Jersey.
El equipo de la conferencia del Este se quedó con el partido tras ganar por 5-4 al equipo del Oeste.
| Este 5 | Oeste 4 |

## El partido
| POR | Walter Zenga      | 46'     |
| DEF | Eddie Pope        | 46'     |
| DEF | Alexi Lalas       | 46'     |
| DEF | Jeff Agoos        |         |
| MED | Robert Warzycha   | 79'     |
| MED | John Harkes       | 46'     |
| MED | Roberto Donadoni  | 28'     |
| MED | Carlos Valderrama |         |
| MED | Marco Etcheverry  | 46'     |
| DEL | Raúl Díaz Arce    | 46' 79' |
| DEL | Jaime Moreno      | 46'     |
| DT  | -                 |         |

| POR | Mark Dodd           | 58'     |
| DEF | Diego Soñora        |         |
| DEF | Richard Gough       | 46'     |
| DEF | Marcelo Balboa      | 46'     |
| MED | Chris Henderson     |         |
| MED | Damian Silvera      | 46'     |
| MED | Mauricio Cienfuegos |         |
| MED | Preki               | 46'     |
| MED | Alain Sutter        | 35'     |
| DEL | Digital Takawira    | 46' 58' |
| DEL | Dante Washington    | 46'     |
| DT  | -                   |         |

| POR | Tony Meola         | 46' |
| DEF | Ted Chronopoulos   | 46' |
| DEF | Frank Yallop       | 46' |
| MED | Richie Williams    | 46' |
| MED | Steve Ralston      | 28' |
| DEL | Giuseppe Galderisi | 46' |
| DEL | Chiquinho Conde    | 46' |
| DEL | Brian McBride      | 46' |

| POR | Jorge Campos    | 35' |
| DEF | John Doyle      | 46' |
| MED | Mark Santel     | 46' |
| MED | Cobi Jones      | 46' |
| MED | Mark Chung      | 46' |
| DEL | Mo Johnston     | 46' |
| DEL | Ronald Cerritos | 46' |

| Anotado | 50' | Carlos Valderrama  |
| Anotado | 63' | Giuseppe Galderisi |
| Anotado | 66' | Robert Warzycha    |
| Anotado | 70' | Richie Williams    |
| Anotado | 88' | Brian McBride      |

| Anotado | 11' | Dante Washington |  |
| Anotado | 44' | Jorge Campos     |  |
| Anotado | 80' | Digital Takawira |  |
| Anotado | 86' | Cobi Jones       |  |

| Árbitro             | Arturo Angeles   |
| Árbitros asistentes | Jorge Reyes      |
| Árbitros asistentes | Thomas Bobadilla |

| POR | Walter Zenga      | 46'     |
| DEF | Eddie Pope        | 46'     |
| DEF | Alexi Lalas       | 46'     |
| DEF | Jeff Agoos        |         |
| MED | Robert Warzycha   | 79'     |
| MED | John Harkes       | 46'     |
| MED | Roberto Donadoni  | 28'     |
| MED | Carlos Valderrama |         |
| MED | Marco Etcheverry  | 46'     |
| DEL | Raúl Díaz Arce    | 46' 79' |
| DEL | Jaime Moreno      | 46'     |
| DT  | -                 |         |

| POR | Mark Dodd           | 58'     |
| DEF | Diego Soñora        |         |
| DEF | Richard Gough       | 46'     |
| DEF | Marcelo Balboa      | 46'     |
| MED | Chris Henderson     |         |
| MED | Damian Silvera      | 46'     |
| MED | Mauricio Cienfuegos |         |
| MED | Preki               | 46'     |
| MED | Alain Sutter        | 35'     |
| DEL | Digital Takawira    | 46' 58' |
| DEL | Dante Washington    | 46'     |
| DT  | -                   |         |

| POR | Tony Meola         | 46' |
| DEF | Ted Chronopoulos   | 46' |
| DEF | Frank Yallop       | 46' |
| MED | Richie Williams    | 46' |
| MED | Steve Ralston      | 28' |
| DEL | Giuseppe Galderisi | 46' |
| DEL | Chiquinho Conde    | 46' |
| DEL | Brian McBride      | 46' |

| POR | Jorge Campos    | 35' |
| DEF | John Doyle      | 46' |
| MED | Mark Santel     | 46' |
| MED | Cobi Jones      | 46' |
| MED | Mark Chung      | 46' |
| DEL | Mo Johnston     | 46' |
| DEL | Ronald Cerritos | 46' |

| Anotado | 50' | Carlos Valderrama  |
| Anotado | 63' | Giuseppe Galderisi |
| Anotado | 66' | Robert Warzycha    |
| Anotado | 70' | Richie Williams    |
| Anotado | 88' | Brian McBride      |

| Anotado | 11' | Dante Washington |  |
| Anotado | 44' | Jorge Campos     |  |
| Anotado | 80' | Digital Takawira |  |
| Anotado | 86' | Cobi Jones       |  |

| Árbitro             | Arturo Angeles   |
| Árbitros asistentes | Jorge Reyes      |
| Árbitros asistentes | Thomas Bobadilla |